# Abaucourt-Hautecourt
 Abaucourt-Hautecourt  es una población y comuna francesa, en la Región de Gran Este, departamento de Mosa, en el distrito de Verdún y cantón de Belleville-sur-Meuse.

## Demografía
| Gráfica de evolución demográfica de Abaucourt-Hautecourt entre 2006 y 2019 |
|                                                                            |

Fuentes: INSEE.

## Políticos
Elecciones Presidential Segunda Vuelta:
| Elección | Elección | Candidato Ganador | Partido | %     |
| -------- | -------- | ----------------- | ------- | ----- |
|          | 2022     | Marine Le Pen     | RN      | 62,50 |
|          | 2017     | Marine Le Pen     | FN      | 61,11 |
|          | 2012     | Nicolas Sarkozy   | UMP     | 66,22 |
|          | 2007     | Nicolas Sarkozy   | UMP     | 62,67 |
|          | 2002     | Jacques Chirac    | RPR     | 79,75 |